# Camarasauridae
Famille
Les Camarasauridae (signifiant « lézard à compartiment ») sont une famille fossile de dinosaures sauropodes, plus petits que les brachiosauridés et les diplodocidés, aussi bien pour les membres que pour le cou et la queue[réf. nécessaire].

## Description
Ils mesuraient jusqu'à 18 m de long. Leur nom vient des grandes cavités dans leur colonne vertébrale qui limitaient leur poids[réf. nécessaire].

## Aire géographique
Les Camarasauridae vivaient au Jurassique supérieur en Amérique du Nord, Amérique du Sud, Europe de l'Ouest et Asie (Chine).

## Liste des genres
- Camarasaurus Cope, 1877
- Aragosaurus
- Brontomerus
- Cathetosaurus
- Opisthocoelicaudia
- Oplosaurus
- Lourinhasaurus Dantas et al., 1998
- Tehuelchesaurus Rich et al., 1999
- Dashanpusaurus Peng et al., 2005